# Coffin-Lowry-Syndrom
Das Coffin-Lowry-Syndrom bezeichnet einen Symptomkomplex, der genetisch bedingt ist und sich in körperlichen Besonderheiten, wie zum Beispiel einer verbreiterten Nase und vergrößerten Lippen, sowie Einschränkung der geistigen Entwicklung zeigt. Das Syndrom wurde unabhängig voneinander durch den US-amerikanischen Pädiater Grange S. Coffin (* 1923) (1966) und R. B. Lowry (1971) beschrieben und nach ihnen benannt.

## Ursache
Als Ursache dieser Erkrankung konnte eine Veränderung auf dem X-Chromosom ausgemacht werden, einem Gen am Genlokus Xp22.2-p22.1. Dieses Gen kodiert für das Protein RPS6KA3 (RSK2), welches als Enzym (Kinase) beteiligt ist an Nervenzellbildung, Knochenwachstum, Kontrolle des Zellzyklus sowie diversen Signalpfaden, auf welchen Zellen miteinander kommunizieren.

## Auftreten
Das Coffin-Lowry-Syndrom tritt ca. bei einem von 50.000 Neugeborenen auf, wobei das männliche Geschlecht häufiger betroffen ist, was sich aus der Lage der Störung auf dem X-Chromosom erklären lässt. Betroffene Mädchen können symptomlose Merkmalsträgerinnen sein (also das veränderte Gen tragen, aber gesund sein, Konduktor) oder bis zum Vollbild der Erkrankung alle Ausprägungen zeigen.

## Symptome

### Fehlbildungen
- kräftige Stirn und Augenbrauenbögen
- breiter Nasenrücken und weiter Augenabstand (Hypertelorismus)
- Lidachsen verlaufen nach außen unten (antimongoloide Stellung)
- kräftige Nase und evertierte (nach vorne gewandte) Nasenbodenebene
- volle Lippen und evertierte Unterlippe
- große, weiche Hände mit lockerer Haut
- überstreckbare Hand- und Fingergelenke
- spitz zulaufende Finger
- progrediente (= fortschreitende) Kyphoskoliose (häufig die größte Komplikation, da dies die Atmung und die Herztätigkeit einschränken kann)

Gehäuft findet sich auch eine Mikrognathie.

### Geistige Fähigkeiten
- Meist leiden die Betroffenen unter einer mentalen Retardierung, welche jedoch unterschiedlich stark ausgeprägt sein kann.

### Weitere Ausprägungen
Knapp ein Drittel der Patienten leidet zusätzlich unter
- Schwerhörigkeit
- kataplektischen Sturzepisoden (drop attacks). Diese Patienten reagieren auf geringe Reize wie eine leichte Berührung oder ein unerwartetes Geräusch mit einem kompletten Verlust der Körperspannung, woraufhin sie in schweren Fällen auch zu Boden fallen.
- Epilepsie

## Differentialdiagnosen
Differentialdiagnostisch müssen andere Syndrome in Betracht gezogen werden, welche sich zunächst in ähnlichen körperlichen Merkmalen äußern, um auch bei kleinen Kindern möglichst früh eine Diagnose stellen zu können. In Betracht kommen unter anderem:
- α-Thalassämie-Geistige-Retardierung-Syndrom
- Fragiles-X-Syndrom
- Sotos-Syndrom
- Williams-Beuren-Syndrom
- ATR-X-Syndrom

## Indikationen zur Diagnostik
- Differentialdiagnose bei leichter betroffenen weiblichen Patientinnen
- fraglicher Überträgerinnenstatus der Mutter bei betroffenem Sohn
- Pränataldiagnostik bei bekannter Mutation der Mutter